# جفری دونالدسون
جفری دونالدسون (انگلیسی: Jeffrey Donaldson؛ زادهٔ ۷ دسامبر ۱۹۶۲) سیاستمدار اهل بریتانیا و ایرلند شمالی است.او از ژوئن ۲۰۲۱ به عنوان رهبر حزب اتحادگرای دموکراتیک (DUP) خدمت کرده است. او از سال ۱۹۹۷ نماینده پارلمان (MP) بوده است. و از سال ۲۰۱۹ رهبر حزب اتحادگرای دموکراتیکDUP در مجلس عوام بریتانیا بوده است. او صاحب رکورد طولانی ترین دوره نمایندگی از ایرلند شمالی است.
دونالدسون در هنگ دفاعی اولستر خدمت کرده است. او همچنین مدیر کمپین مبارزات انتخاباتی موفقیت‌آمیز انوک پاول، نماینده حزب اتحادگرای دموکراتیک UUP در سال‌های ۱۹۸۳ و ۱۹۸۶ بود. او نامزد حزب اتحادیه اولستر (UUP) برای دره لاگان در انتخابات عمومی سال ۱۹۹۷ بود و به عنوان نماینده مجلس انتخاب شد. برای مجلس عوام او به طور همزمان از سال ۲۰۰۳ تا ۲۰۱۰ نماینده همان حوزه انتخابیه به عنوان عضو مجلس قانونگذاری (MLA) در مجلس ایرلند شمالی بود. دونالدسون به دلیل همراهی دیوید تریمبل، رهبر حزب اتحادگرای دموکراتیکUUP در جریان مخالفت وی با توافق جمعه نیک در طول روند صلح ایرلند شمالی، شناخته شده است. دونالدسون از حزب حزب اتحادگرای اولستر UUP استعفا داد و در سال بعد به عضویت حزب اتحادگرای دموکراتیکDUP درآمد.
او از سال ۲۰۰۸ تا ۲۰۰۹ در مقام وزیر  به وزیر اول ایرلند پیتر رابینسون خدمت کرد. پس از اینکه نایجل دادز کرسی خود را در انتخابات عمومی 2019 از دست داد، دونالدسون رهبر حزب DUP وست مینستر شد. او در انتخابات رهبری حزب اتحاد دموکراتیک در مه ۲۰۲۱نامزد شد و در مقابل ادوین پوتس شکست خورد. پس از استعفای پوتس در ماه بعد، دونالدسون بدون مخالف به عنوان جانشین پوتس در انتخابات رهبری حزب در ژوئن انتخاب شد. 
دونالدسون بار دیگر در انتخابات مجلس ایرلند شمالی در سال ۲۰۲۲ به عضویت مجلس ایرلند شمالی انتخاب شد.
وی همچنین برندهٔ جوایزی همچون شوالیه (عنوان) شده‌است.

## نقش در فرایند صلح
در سال ۱۹۹۸، دونالدسون در تیم مذاکره کننده حزب اتحادیه آلستر برای توافقنامه جمعه نیک بود. با این حال، در صبح روزی که توافقنامه در ۱۰ آوریل ۱۹۹۸ منعقد شد، دونالدسون از هیئت مذاکره کننده خارج شد. او برخی از ترتیبات  به ویژه در خصوص عدم وجود ارتباط بین پذیرش شین فین در دولت و خلع سلاح ارتش جمهوری خواه را رد کرد

## نظرات
دونالدسون با توافقنامه جمعه نیک (GFA) مخالفت کرد. او از برگزیت حمایت کرد، اما خواستار اصلاح یا لغو پروتکل ایرلند شمالی شد که بین بریتانیا و اتحادیه اروپا در دسامبر ۲۰۲۰ توافق شد، که یک مرز گمرکی و نظارتی را در دریای ایرلند ایجاد می‌کند که ایرلند شمالی را از بریتانیای کبیر جدا می‌کند.البته او در ژانویه ۲۰۲۱ اظهار داشت که پروتکل "در واقع توافق جمعه خوب را تضعیف می کند".
دونالدسون متهم به اظهارنظرهای ضد کاتولیک شده است. در سال ۲۰۰۹، آلاسدیر مک دانل، معاون رهبر حزب سوسیال دموکرات  (SDLP) خواستار عذرخواهی دونالدسون و رد ادعای وی مبنی بر اینکه کاتولیک ها در وهله اول به پاپ و سریر مقدس وفاداری دارند، شد.
در مارس ۲۰۱۹، دونالدسون یکی از ۲۱ نماینده مجلسی بود که علیه آموزش جنسی و روابط فراگیر دگرباشان جنسی در مدارس انگلیسی رای داد. او با ازدواج همجنس گرایان در ایرلند شمالی که توسط دولت بریتانیا در دسامبر ۲۰۱۹قانونی شد، مخالف است.

## زندگی شخصی
در ۲۶ ژوئن ۱۹۸۷، دونالدسون با الینور مری الیزابت کازینز ازدواج کرد که از این ازدواج دو دختر دارد.
او عضو جریان اصلی کلیسای پروتستان در ایرلند است.